# Guðrúnarkviða III
Pour les articles homonymes, voir Guðrúnarkviða.
Le Gudrúnarkvida III (Guðrúnarkviða III en vieux norrois) ou Troisième chant de Gudrún est un poème héroïque de l'Edda poétique. Il est composé d'une introduction en prose et de onze strophes.

## Récit
Une servante (et ancienne maîtresse) d'Atli accuse Gudrún de tromper son mari avec Thjódrek.
Voyant l'humeur sombre de son mari, Gudrún l'interroge. Atli lui rapporte les propos de la servante. Gudrún affirme son innocence, soutenant qu'elle et Thjódrek se confiaient seulement leur chagrin. Elle demande à subir une ordalie. D'un chaudron rempli d'un liquide en ébullition, elle parvient à retirer une pierre sans se blesser. Soumise à la même épreuve, la servante qui l'accusait se brûle et est noyée dans un marécage.

## Source
- L’Edda poétique [détail des éditions]